# Valdez Sporting Club
Maillots
Le Valdez Sporting Club était un club équatorien de football, fondé en janvier 1991 et basé à Milagro, dans la Province du Guayas. En dépit de son court passage au sein de l'élite (quatre saisons), il compte une participation à la Copa Libertadores, en 1992, où il atteint le stade des huitièmes de finale. Il joue depuis 2015 au sein des divisions inférieures du football équatorien. Ses joueurs sont surnommés los Azucareros (les Sucriers) car San Francisco de Milagro est le principal centre de production de canne à sucre du pays

## Histoire
Fondé le 21 janvier 1991 à Milagro, le club doit initialement s'engager en Série B mais est autorisé à participer au championnat 1991 car il a entre-temps racheté la licence du Club Deportivo Filanbanco, qui disparaît le même jour. Il dispute ses rencontres à domicile dans la ville de Durán, dans l'Estadio Pablo Sandiford.
Ses débuts parmi l'élite sont excellents puisque la jeune formation du Guayas parvient à atteindre la troisième place de la Liguilla et décroche même une place en Copa Libertadores, à la suite de son succès face au Club Deportivo El Nacional en barrages. Cette saison est de loin la meilleure réalisée par l'équipe azucarera. Les trois saisons suivantes la voit régresser peu à peu, avec finalement une relégation en deuxième division à l'issue du championnat 1994. La chute se poursuit la saison suivante puisque Valdez est reléguée en Segunda Categoria, la troisième division nationale, avant de disparaître du paysage footballistique le 31 décembre 1997, pendant près de vingt ans.
Lors de son unique campagne sud-américaine, Valdez parvient à se qualifier pour les huitièmes de finale, après avoir terminé à la deuxième place de sa poule, derrière l'autre représentant équatorien, Barcelona. L'aventure s'arrête face aux Argentins du CA San Lorenzo de Almagro à l'issue d'un duel très serré qui s'achève par une défaite aux tirs au but. Il compte alors dans son effectif deux futurs internationaux : l'attaquant Eduardo Hurtado et le gardien Jacinto Espinoza.
Le club est reformé en 2015 et aligne son équipe première en Segunda Categoria, mais au bout de neuf mois il arrête son activité cédant sa licence au Guayas Fútbol Club le 20 décembre 2015.